# Cserháti Zsuzsa

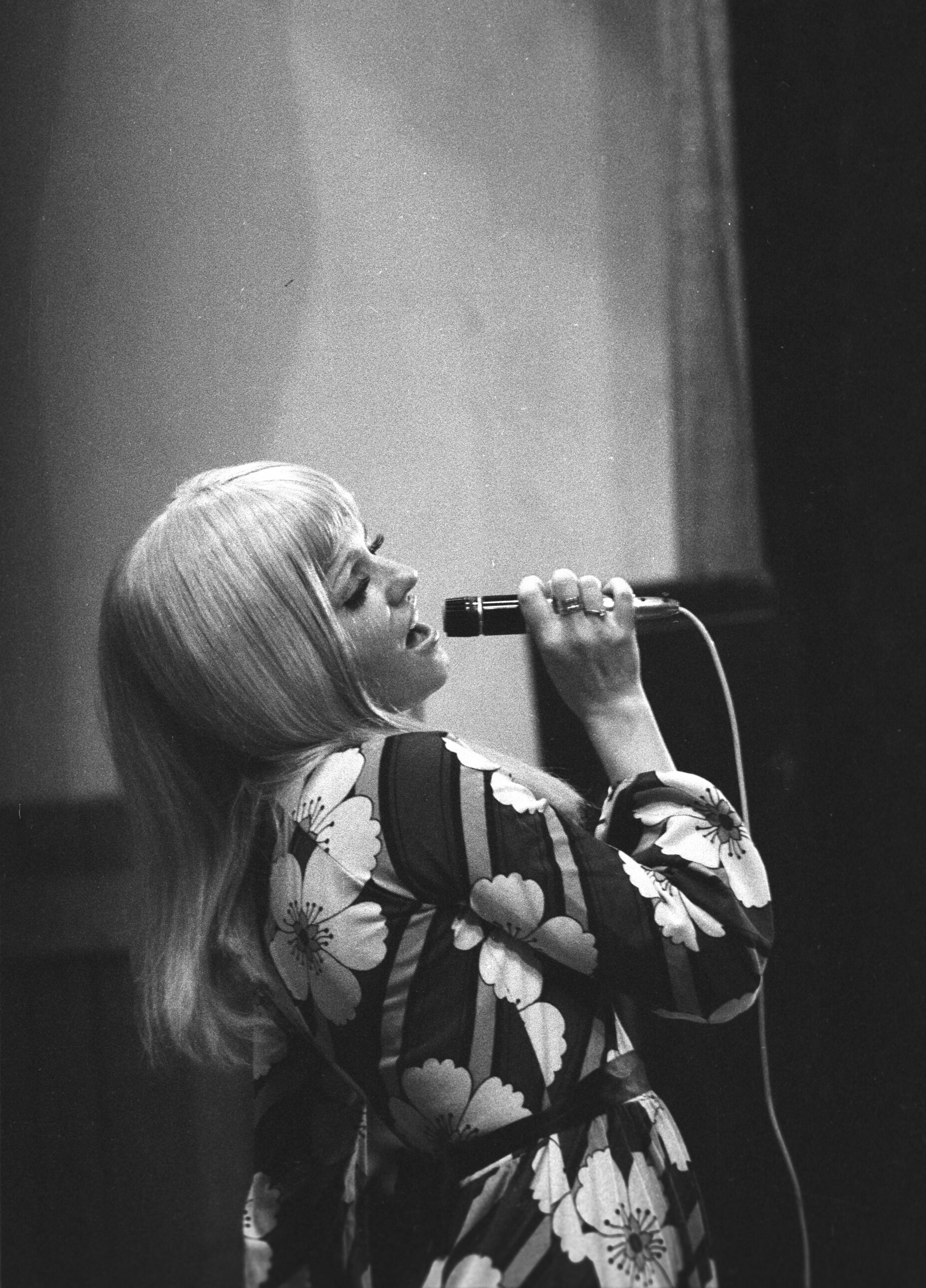
1973-ban

Cserháti Zsuzsa (Budapest, 1948. június 22. – Budapest, 2003. július 23.) EMeRTon-díjas magyar énekesnő, előadóművész.
Cserhátit mint a második popgeneráció egyéniségét tartják számon, egyes kritikusok szerint Kovács Kati mellett a magyar könnyűzene történetének legjobb női énekhangja. Az 1970-es évek egyik legtöbbet foglalkoztatott énekesnője volt, később, a ’80-as években háttérbe szorult, majd mintegy másfél évtizedes kihagyás után, 1996-tól Magyarország legnagyobb sikerű visszatérését mondhatta magáénak.

## Életpályája

### Kezdetek (1965–1972)
Tíz évig tanult klasszikus balettet, majd 1965-ben kezdett el énekelni. 1967–68-ban a Rangers, majd a Thomastic együttessel turnézott.

### Országos sikerek (1972–1981)
Az 1972-es Táncdalfesztivál tette országosan ismertté, amelyen a Nem volt ő festő és a Repülj, kismadár című dalokkal indult.
Legnagyobb slágere az Édes kisfiam című dal (a dal eredetije a When A Child Is Born című karácsonyi dal, mely először Johnny Mathis, majd a Boney M. által vált széles körben ismertté), amelynek a magyar szövegét eredetileg Kovács Katinak írta Bradányi Iván, de az énekesnő lemondott róla Zsuzsa javára, mivel neki akkor nagyobb szüksége volt rá. 1978-ban megnyerte a Tessék választani! versenyt az Én leszek című dallal. Még abban az évben önálló zenekart alapított Európa néven.
1979-ben első helyezést ért el a sopoti fesztiválon a Különös szilveszter című dallal. Számos kislemez mellett két önálló nagylemeze jelent meg, 1978-ban és 1981-ben.

### Mellőzöttség (1981–1995)
Az 1981-es Tánc- és popdalfesztiválon A boldogság és én c. Bágya András–Szenes Iván-szerzeménnyel indult, de semmilyen díjat nem kapott, ám a dal évtizedekkel később óriási sláger lett. Akkoriban Erdős Péter felajánlotta neki, hogy legyen vokalista a Neoton Famíliában Csepregi Éva mögött. Ezt az ajánlatot Cserháti visszautasította, ezért a későbbiekben Magyarországon nem kapott méltó munkákat. Amikor kivonult a magyar könnyűzenei piacról, az őt körülvevő szakmai féltékenységből eredő ellehetetlenítésre hivatkozott.
Azonban továbbra is énekelt: külföldön és belföldön egyaránt fellépett, a budapesti Moulin Rouge vezető énekese volt. A ’80-as években még készültek ugyan rádiófelvételei, de a Száguldás, Porsche, szerelem c. kislemezen kívül nem jelent meg saját lemeze. Több filmnek a zenéjét énekelte, és némelyikben látható is volt. A Deák Big Band által készített angol nyelvű válogatásokon szerepelt mint közreműködő. 1984-ben Hofi Gézával dolgozott a Hegedűs a háztetőn c. albumon.
1985-ben első díjat nyert a Slágerbarátság c. dalversenyen a Hattyúk c. dallal. 1986-ban Szakcsi Lakatos Bélával készített számos rádiófelvételt, de ezeket csak halála után adták ki. 1986-ban Gálvölgyi János nagylemezén énekelt duetteket.
1987-től 1989-ig hét év kihagyás után újra fellépett a Tessék választani! műsoraiban.
1989-ben egy közúti ellenőrzésnél elhajtott, az intézkedő járőrt majdnem elütve. A vérében alkoholt találtak.
A ’90-es években már csak elvétve szerepelt a televízióban. 1992-ben Debrecenben adtak ki két kazettát, melyek közül az Édes kisfiam címűn régi slágereit énekli egy szintetizátor kíséretében, a Rácsaim ledőltek már címűn pedig Kerekes Aladár és Jantyik Csaba új dalait adja elő. 1993-ban Tina Turner I Don’t Wanna Fight No More c. dalát énekli a Supra Hits Sensation c., világslágereket feldolgozó lemezen. Tizennégy éven át énekelt éjszakánként, magánéleti és szakmai válságai következtében jelentős túlsúlyt szedett fel, majd – átmenetileg – teljesen eltűnt a színpadról.

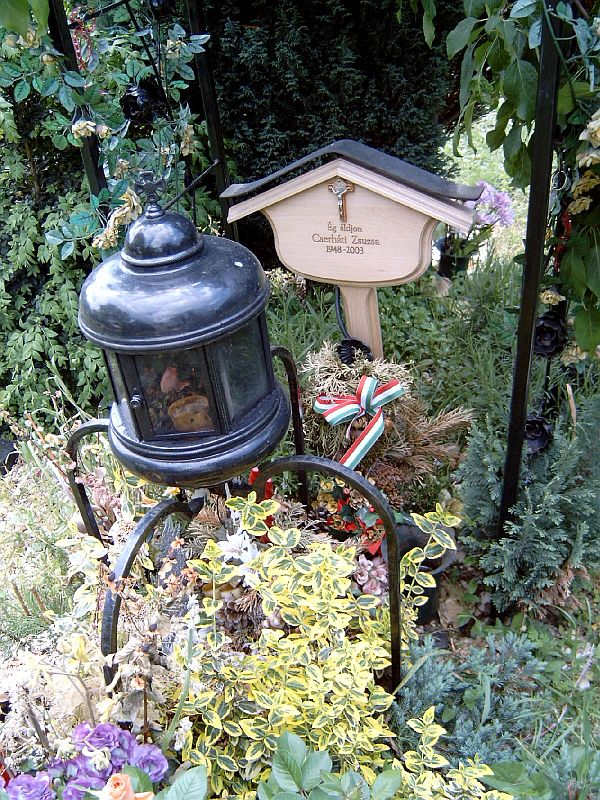
Cserháti Zsuzsa korábbi fejfája a sírján Budapesten. Farkasréti temető: 60/4-3-6

### Nagy visszatérés (1996–2003)
1996-ban fedezték fel újra, Hamu és gyémánt című albumával óriási sikert aratott: boldogan vállalt újra fellépéseket. Az 1996 szeptemberétől kezdődő egy esztendőben összesen 4 önálló albuma jelent meg (2 stúdióalbum, 1 válogatás és egy maxi), ami minden korábbi sikeres időszakának zenei termékenységét felülmúlta. 1996–98-ban a Rózsa Records, majd 1999-től a Sony lemezkiadó vette szárnyai alá. 1997-ben az a Hungaroton – amelynek „Popcézárja” az említett okok miatt 15 évig nem engedte nagylemezhez – is felfigyelt a soha nem tapasztalt óriási sikerére, és kiadták régi slágereit egy válogatásalbumon. 1999-ben orvosai segítségével lefogyott. 2002-ben újra Gálvölgyi Jánossal énekel duettet, mely a színész önálló CD-jén jelent meg. Halála előtt ismét depresszióssá vált, orvosai szerint azonban természetes halállal halt meg 2003-ban: nyelőcső véna ruptura következtében percek alatt elvérzett.
2003. augusztus 15-én kísérték utolsó útjára a Farkasréti temetőben.

### Magánélete
„1970-ben ment feleségül Szirtes Károly műszerészhez, az esküvőjük idején mindössze 22 éves volt. Hat évvel később született meg egyetlen közös gyermekük, Szirtes Krisztián. Szirtes Károly volt az első férfi Magyarországon, aki hivatalosan GYES-re ment, hogy a felesége folytatni tudja a koncertezést.

## Diszkográfia
Cserháti Zsuzsa diszkográfiája 17 lemezből áll, ebből 9 stúdióalbum került kiadásra. A MAHASZ hivatalos archívuma szerint ezek közül a Hamu és Gyémánt című nagylemeze aranylemez minősítést szerzett. A halála után kiadott Életem zenéje című válogatáslemeze pedig platinalemez lett.

### Stúdióalbumok
| Év   | Adatok                                  | Listás helyezések | Eladások és minősítések |
| Év   | Adatok                                  | HUN               | Eladások és minősítések |
| ---- | --------------------------------------- | ----------------- | ----------------------- |
| 1978 | Cserháti Zsuzsa - Formátum: LP, MC      | -                 |                         |
| 1981 | Többé nincs megállás - Formátum: LP, MC | -                 |                         |
| 1992 | Édes Kisfiam - Formátum: MC             | 16                |                         |
| 1992 | Rácsaim ledőltek már - Formátum: MC     | -                 |                         |
| 1996 | Hamu és gyémánt - Formátum: MC, CD      | 6                 | - Arany                 |
| 1997 | Mennyit ér egy nő - Formátum: MC, CD    | 6                 |                         |
| 1999 | Adj még a tűzből - Formátum: MC, CD     | 3                 |                         |
| 2000 | Várj - Formátum: MC, CD                 | 23                |                         |
| 2002 | Add a kezed - Formátum: MC, CD          | 19                |                         |

### Promóciós lemez
| Év   | Adatok                 | Listás helyezések | Eladások és minősítések |
| Év   | Adatok                 | HUN               | Eladások és minősítések |
| ---- | ---------------------- | ----------------- | ----------------------- |
| 1997 | Passion - Formátum: CD | -                 |                         |

### Válogatáslemezek
| Év   | Adatok                                              | Listás helyezések | Eladások és minősítések |
| Év   | Adatok                                              | HUN               | Eladások és minősítések |
| ---- | --------------------------------------------------- | ----------------- | ----------------------- |
| 1997 | Kicsi gyere velem rózsát szedni - Formátum: CD, MC  | 30                |                         |
| 2010 | Várj/Add a kezed - Formátum: CD, digitális letöltés | 40                |                         |

### Posztumuszlemezek
| Év   | Adatok                                 | Listás helyezések | Eladások és minősítések |
| Év   | Adatok                                 | HUN               | Eladások és minősítések |
| ---- | -------------------------------------- | ----------------- | ----------------------- |
| 2003 | Életem zenéje - Formátum: CD, MC       | 1                 | - Platina               |
| 2004 | Azért születtem - Formátum: CD, MC     | -                 |                         |
| 2006 | Platina sorozat - Formátum: CD, MC     | 37                |                         |
| 2009 | Elszáll a kék madár - Formátum: CD, MC | 25                |                         |
|      | Útközben valahol - Formátum: CD        | -                 |                         |

### Kislemezek

#### Listás kislemezek
| Év   | Cím                                                             | Listás helyezések | Listás helyezések | Album         |
| Év   | Cím                                                             | HUN Rádiós top 40 | HUN Single track  | Album         |
| ---- | --------------------------------------------------------------- | ----------------- | ----------------- | ------------- |
| 2008 | „Egy elfelejtett dal” (Caramel és Oláh Ibolya közreműködésével) | 13                | -                 |               |
| 2008 | "Várj!"                                                         | 19                | -                 | Várj!         |
| 2003 | "Boldogság, gyere haza"                                         | -                 | 8                 | Életem zenéje |

#### Korábbi kislemezek
- 1972 Nem volt ő festő / Repülj, kismadár (Táncdalfesztivál 1972)
- 1973 Ne nézz a napba / Puha sóhajok (Made in Hungary 1973)
- 1973 Kicsi, gyere velem rózsát szedni (Tessék választani! 1973) / Árva fiú
- 1974 Nem látod, hogy helyben járunk / Hol vár engem (Made in Hungary 1974)
- 1974 Kímélj meg engem / Meg akarom tudni
- 1974 Múlnak a percek
- 1974 Jó / Senki se látta
- 1974 Valami mindig történik (Tessék választani! 1974)
- 1975 Könnyű, mint az 1×1 (Made in Hungary 1975)
- 1975 Nárciszok virulnak (km. Horváth Attila) / Látod, szerelem, mit tettél
- 1975 Haragszik az ég / Megfagyott föld (Tessék választani! 1975)
- 1977 Még visszavárlak téged (Tessék választani! 1977)
- 1977 Pinokkió / Valaha, talán nem is rég
- 1977 Táncos lányok (Metronóm ’77)
- 1977 Én leszek (Tessék választani! 1978)
- 1978 Te is énekelj velem (km. Harmónia vokál, Tessék választani! 1978)
- 1978 Te is érzed, én is érzem (Made in Hungary 1978)
- 1980 Magányos lány (Tessék választani! 1980)
- 1980 Amíg együtt énekelsz velem / Véget ér a gyermekkor (Made in Hungary 1980)
- 1981 A boldogság és én (Tánc- és popdalfesztivál 1981)
- 1984 Száguldás, Porsche, szerelem (a Szálka hal nélkül c., 1984-es film főcímdala, km. Horváth Károly) / Foltozz meg egy régi álmot
- 1989 Minden kincsem (km. Keresztes Ildikó) [11]
- 1996 Hamu és gyémánt
- 1996 Akad amit nem gyógyít meg az idő sem

### Kiadatlan dalok
- 1973 Álmodban csak engem láss
- 1973 Menj el, még ha hívlak is
- 1973 Ne hagyj el
- 1973 Nyár, nyár
- 1974 Tölts!
- 1975 Az életem egy kész regény
- 1975 Hogyha szemembe néz (km. Horváth Attila)
- 1975 De a nevét már tudom
- 1975 Ha tudnék szeretni
- 1975 Minden gyönyörű, ha látlak
- 1975 Mint falevél a fán
- 1975 Nyár, nyár
- 1976 Boldogság, ez a nevem
- 1976 Egy esős vasárnap délután
- 1976 Én még mindig úgy szeretlek téged
- 1976 Hangulat kéne
- 1976 Úgy szeretlek én
- 1976 Úgy ölelj
- 1976 Mindenre azt mondod: „Talán...”
- 1977 Édes kisfiam
- 1977 Álmaim hintája
- 1977 Én azzal búcsúzom
- 1977 Jó ez így
- 1977 Rád néztem és te visszanéztél (Deák Tamás–Bradányi Iván)[12]
- 1977 Még várlak én
- 1977 Megfakult csillagok
- 1977 Nézz most a szemembe
- 1977 Szíved dobogása
- 1977 Szívem ellen villanó[13][14]
- 1978 Köszönöm
- 1978 Kell, hogy megbocsáss[15]
- 1979 Ne váljak megszokássá (szovjet táncdal)
- 1979 Sajnos elmentél (NDK-táncdal)
- 1979 Lesz nekem is egyszer egy jó napom
- 1979 Táncoljunk az utcán
- 1979 Ezt az éjszakát
- 1979 Ködös reggel
- 1979 Ölelő karod börtönében (Wolf Péter–Fülöp Kálmán)[16]
- 1983 Tagadni kár
- 1984 Semmi sem változott
- 1985 Mi az élet
- 1986 Szívedet tedd fel[17]
- 1986 Hattyúk
- 1987 Este van
- 1987 Flamingó
- 1990 Játszd újra el![18]
- 1990 Várj![18]
- 1994 Ezentúl

### Vokálként
- 1975: Máté Péter – Elmegyek
- 1978: Harmónia vokál – Te is énekelj velem (SP)
- 1978: Generál – Heart of Rock (LP)
- 1979: Generál – Piros bicikli (LP)
- 1980: Mezítláb a fűben
- 1982: Benkő László – Fata Morgana
- 1984: Benkő László – Pietà
- 1985: Vikidál Gyula – Zsoltár
- 1986: Gálvölgyi János – Ki nem mondott szó (LP)

## Díjai, kitüntetései
- 1972 Táncdalfesztivál – előadói díj
- 1978 Tessék választani! – nagydíj
- 1979 Sopoti Fesztivál – 1. díj
- 1996 Az év énekesnője
- 1996 EMeRTon-díj
- 1997 Arany Zsiráf-díj
- 1998 Az év koncertje
- 1998 Arany Zsiráf-díj
- 1998 A Magyar Köztársasági Érdemrend kiskeresztje
- 2000 a Hungarotontól életműlemezt és a Rock City Csillagok falára felkerült a tenyérlenyomata
- 2003 Kőbánya díszpolgára /posztumusz/[19]

## Ismert számai
- 1972 Nem volt ő festő
- 1973 Kicsi gyere velem rózsát szedni
- 1973 Árva fiú
- 1973 Álmodban csak engem láss
- 1974 Tölts!
- 1974 Valami mindig történik
- 1974 Hol vár engem?
- 1975 Könnyű mint az 1x1
- 1975 Az életem egy kész regény
- 1977 Édes kisfiam
- 1977 Pinokkió
- 1977 Én leszek
- 1978 Maradj még
- 1978 Hold folyó
- 1979 Különös szilveszter
- 1981 A boldogság és én
- 1982 Boldogság, gyere haza
- 1984 Száguldás, Porsche, Szerelem
- 1996 Hamu és gyémánt
- 1996 Akad, amit nem gyógyít meg az idő sem
- 1996 Új élet kezdődött veled
- 1997 Mennyit ér egy nő?
- 1997 Te csak szelíden ringasd el
- 1997 Yesterday
- 1997 New York, New york
- 1999 I love you baby
- 1999 Érted mondok imát én
- 1999 Adj még a tűzből
- 2000 Várj
- 2002 Fáj még (de túl kell, hogy éljem)
- 2002 Egy elfelejtett dal
- 2002 Tudod, ünnep lesz megint

## Filmszerepei
- Robog az úthenger (1976) ...Csillag Csilla[20]
- Az utolsó futam (1983) ...énekesnő
- Idő van (1985) ...énekesnő[21]
- Banánhéjkeringő (1987) ...énekesnő

## Róla
- Kovács Violetta–Sándor András: Összetört szárnyak. Cserháti Zsuzsa élete; Millpix, Bp., 2007 + CD